# Нефрусебек
Нефрусебек  (также Себекнеферу)  — женщина-фараон Древнего Египта, правившая приблизительно в 1798 — 1794 годах до н. э.; последняя из XII династии (Среднее царство).

## Правление

### Происхождение, упоминания в источниках и срок правления
Вероятнее всего, Нефрусебек была дочерью Аменемхета III и родной или сводной сестрой Аменемхета IV.   Её монументальные работы последовательно ассоциируют её с Аменемхетом III, а не с Аменемхетом IV. На фрагменте колонны, хранящемся в Каирском музее, и на блоке из Хавары имя царицы высечено рядом с именем Аменемхета III; этот факт (вероятно, ошибочно) рассматривался как свидетельство того, что Нефрусебек была соправительницей своего отца.

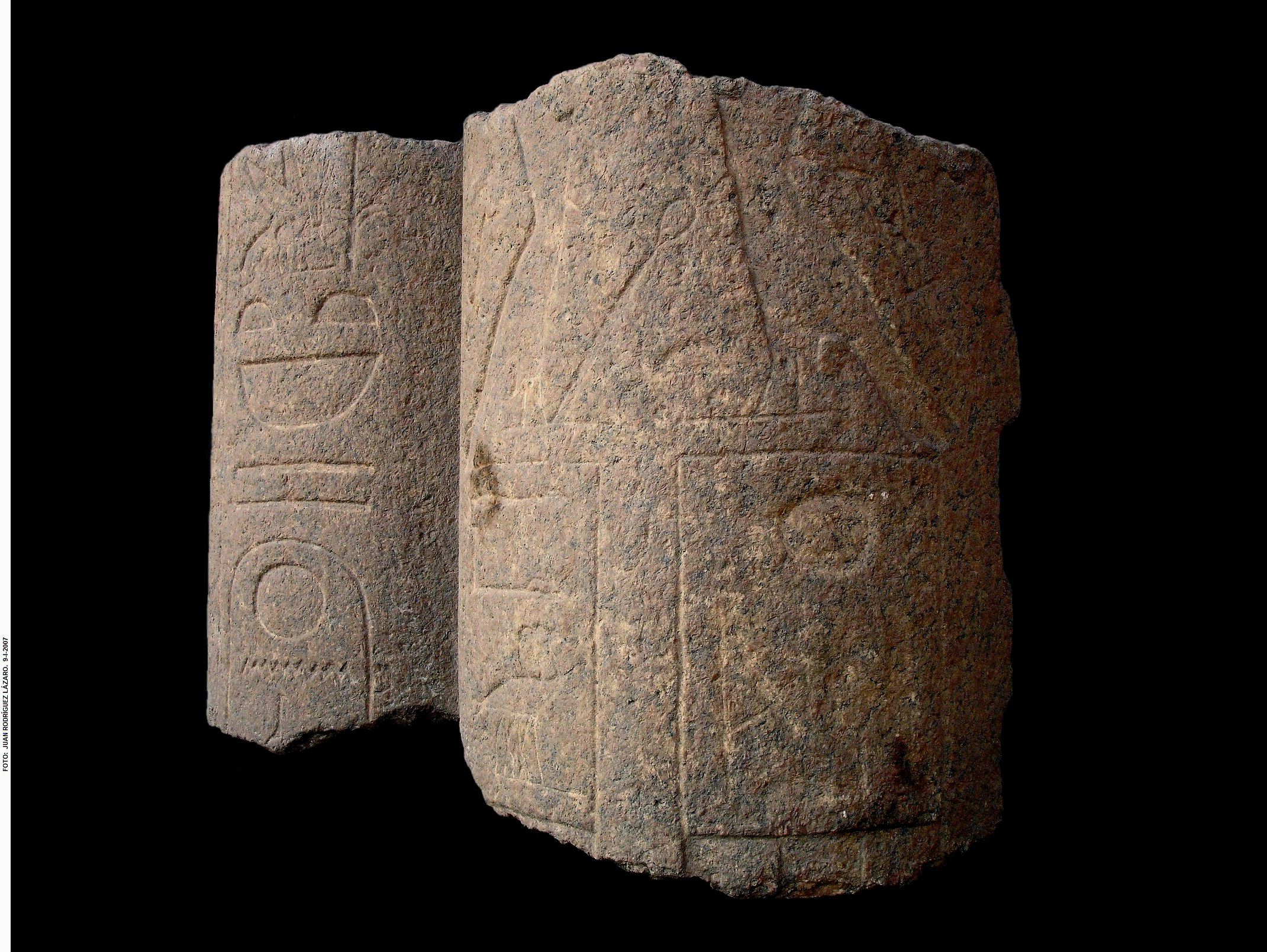
Колонны с именами Аменемхета III и Нефрусебек. Каирский музей

Это не был первый в Египте случай прихода к власти женщины. Из истории I династии известна царица-регентша Мернейт, правившая за своего малолетнего сына Дена, а Геродот рассказывает историю о царице Нитокрис, предположительно царствовавшей в конце VI династии и, по легенде, погубившей вельмож-заговорщиков, убивших её брата.
Согласно Манефону, Нефрусебек приходилась сестрой скончавшемуся правителю Аменемхету IV (у Манефона — Aмменемес). Манефон называет её Скемиофр(ис) (др.-греч. Σκεμιοφρις), отводит ей 4 года царствования и ставит её в конце XII династии.
Туринский царский папирус называет эту царицу Себек-нефру-Ра (IV колонка, 21 строка) и отводит 3 года, 10 месяцев и 24 дня правления, что согласуется с данными Манефона. Абидосский список не упоминает эту царицу. После Аменемхета IV, упомянутого здесь под тронным именем Маахерура, начертано тронное имя Яхмоса I — Небпехтира. Яхмос I правил спустя более 200 лет после Аменемхета IV и относится уже к Новому царству. В Саккарском списке эта царица упоминается под именем Себеккара (№ 46). Имя Нефрусебек названо и в Карнакском списке — перечне царственных предков, изготовленном по приказу представителя XVIII династии Тутмоса III.

### Артефакты правления Нефрусебек

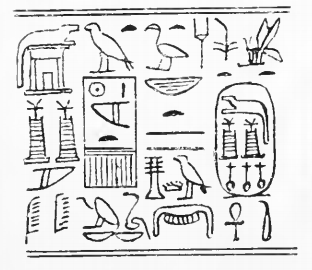
Изображение оттиска цилиндрической печати, носящее имя царицы Нефрусебек. Оригинальная цилиндрическая печать в настоящее время находится в Британском музее

О правлении Нефрусебек известно немного. Письменных свидетельств времён Нефрусебек практически не сохранилось. В Хатане, недалеко от Таниса, Эдуардом Навиллем найдены остатки каменного сфинкса с наполовину стёршимся именем (возможно, он представлял собой изображение царицы) и три статуэтки Нефрусебек. В Ком-эль-Акариб близ Гераклеополя сохранился фрагмент архитрава с её престольным (здесь она названа царём) и личным именами. Кроме того, обнаружены скарабей и цилиндрическая печать. Её имя вырезано на нескольких фрагментах, найденных в расположенном в Хаваре комплексе зданий и храмов, построенном Аменемхетом III и известном как «Лабиринт». Тут же был найден ряд безголовых статуй. На них не вырезано её имя, а лишь царский титул «Властелин обеих земель», но их приписывают именно этой царице
На одной из скал около крепости Кумме в третий год правления царицы была сделана отметка, из которой нам известно о поднятии воды в Ниле на 1,83 м. Эта надпись доказывает сохранение в течение её правления египетского присутствия в Нубии, вплоть до района второго порога Нила.
Эта дата до недавнего времени считалась позднейшим задокументированным годом правления Нефрусебек, но современные исследования зафиксировали 4-й год правления царицы. Надпись, обнаруженная в Восточной пустыне, указывает на «четвёртый год, второй месяц сезона Всходов». На современный момент это самая поздняя зафиксированная дата правления Нефрусебек.
Как и правление царицы VI династии Нитокрис, царствование Нефрусебек, которая, предположительно, взошла на престол из-за отсутствия наследника мужчины, знаменует фактическое окончание одной из великих эпох египетской истории. У неё, видимо, не было наследников мужского пола и с кончиной этой царицы прервалась XII Династия. К власти пришла сравнительно слабая XIII династия.

### Имена Нефрусебек
Имя Нефрусебек (или Себекнеферу) можно перевести как «Красота бога Себека» или «Прекраснейшая для Себека». Оно стало её тронным именем, иногда превращаясь в Шедетсебекнефрура (причём, «шедет» в имени, вероятно, будет игрой слов: либо указанием на некого производящего действие — «Та, кто объявляет красоту бога Себека»; либо ссылкой на город Шедет в Файюме, где Себек считался главным богом — «Прекрасен Себек в Шедете»). Хоровым именем этой царицы было Меритра («Возлюбленная бога солнца»), именем небти — Сатсехем («Дочь владычества»), золотым именем — Джедетхау («Постоянная в явлениях»). Себекнефрура было её личным именем, которое ставилось после титула «дочь солнца». С неё начался длинный список фараонов использовавших в своём имени, как составляющие, имя бога Себека, бога-крокодила покровителя Файюма.
| G5 |

| G5 |

| N5 | U6 | M17 | M17 | X1 |

| N5 | U6 | M17 | M17 | X1 |

| N5 · Z1 | U7 · X1 |

| N5 · Z1 | U7 · X1 |

| G16 |

| G16 |

| G39 | X1 | S42 | V30 · X1 | N17 · N18 |

| G39 | X1 | S42 | V30 · X1 | N17 · N18 |

| G8 |

| G8 |

| R11 | X1 · N28 | G5 | S12 |

| R11 | X1 · N28 | G5 | S12 |

| nswt&bity |

| nswt&bity |

| N5 | I4 | D28 |

| N5 | I4 | D28 |

| N5 | I4 | D28 |

| N5 | I4 | D28 |

| N5 | I4 | D28 |

| N5 | I4 | D28 |

| N5 | I4 | D28 |

| N5 | I4 | D28 |

| G39 | N5 |

| G39 | N5 |

| F35 | F35 | F35 | I5A |

| F35 | F35 | F35 | I5A |

| F35 | F35 | F35 | I5A |

| F35 | F35 | F35 | I5A |

| F35 | F35 | F35 | I5A |

| F35 | F35 | F35 | I5A |

| F35 | F35 | F35 | I5A |

| F35 | F35 | F35 | I5A |

| I5A | F30 · X1 | F35 | F35 | F35 |

| I5A | F30 · X1 | F35 | F35 | F35 |

| I5A | F30 · X1 | F35 | F35 | F35 |

| I5A | F30 · X1 | F35 | F35 | F35 |

| I5A | F30 · X1 | F35 | F35 | F35 |

| I5A | F30 · X1 | F35 | F35 | F35 |

| I5A | F30 · X1 | F35 | F35 | F35 |

| I5A | F30 · X1 | F35 | F35 | F35 |

| I5 | ? | ? | F35 | F35 | F35 |

| I5 | ? | ? | F35 | F35 | F35 |

| I5 | ? | ? | F35 | F35 | F35 |

| I5 | ? | ? | F35 | F35 | F35 |

| I5 | ? | ? | F35 | F35 | F35 |

| I5 | ? | ? | F35 | F35 | F35 |

| I5 | ? | ? | F35 | F35 | F35 |

| I5 | ? | ? | F35 | F35 | F35 |

| N5 | I4 | F35 | F35 | F35 | H8 · X1 |

| N5 | I4 | F35 | F35 | F35 | H8 · X1 |

| N5 | I4 | F35 | F35 | F35 | H8 · X1 |

| N5 | I4 | F35 | F35 | F35 | H8 · X1 |

| N5 | I4 | F35 | F35 | F35 | H8 · X1 |

| N5 | I4 | F35 | F35 | F35 | H8 · X1 |

| N5 | I4 | F35 | F35 | F35 | H8 · X1 |

| N5 | I4 | F35 | F35 | F35 | H8 · X1 |

| V10A | N5 | F35 | F35 | F35 | I5A | G7 | V11A |

| V10A | N5 | F35 | F35 | F35 | I5A | G7 | V11A |

## Скульптуры царицы

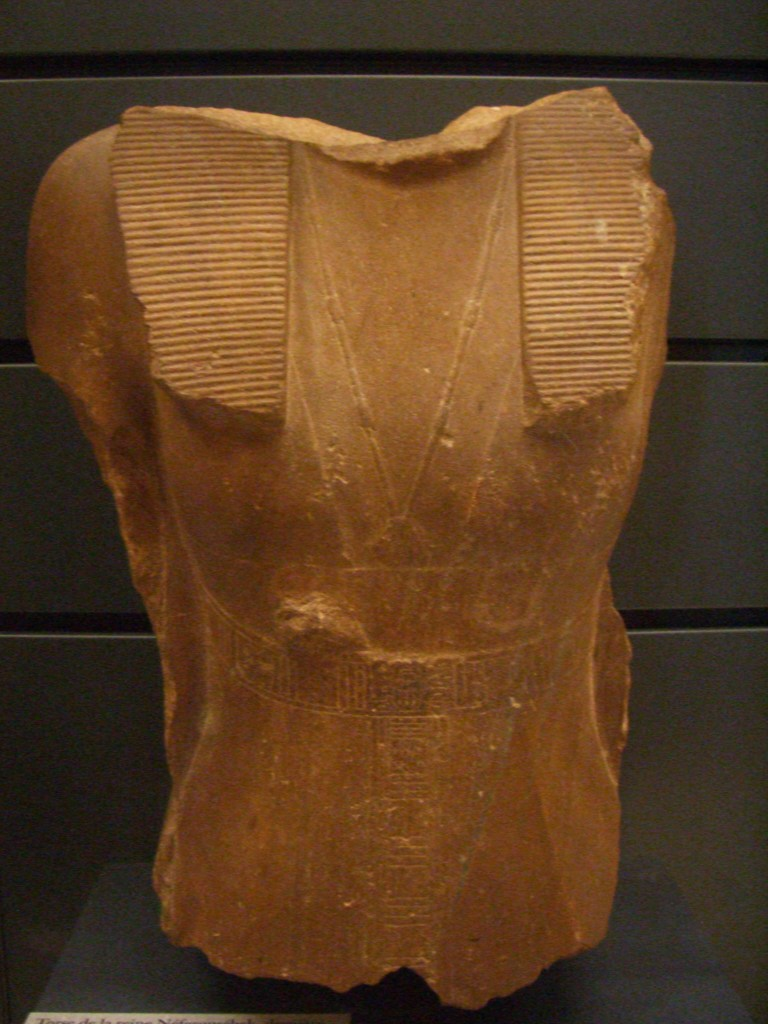
Торс статуи царицы Нефрусебек. Лувр. Париж

Принадлежащими Нефрусебек признаны несколько скульптур:
- Голова и верхняя часть туловища скульптуры поступила в Египетский музей в Берлине в 1899 году. Бюст из граувакки был около 14 см высотой. Какие-либо надписи на нём отсутствовали, отчего принадлежность его долгое время оставалась неустановленной. Этот женский бюст по стилистике датируется поздним Средним царством. Видимо, он изображал Нефрусобек, поскольку она была единственной правящей царицей Среднего царства. Сегодня скульптура известна только по фотографическим снимкам и гипсовым слепкам, так как оригинал пропал без вести во время Второй мировой войны[7].
Египтологу Бири Фэй удалось обнаружить нижнюю часть женской статуи в храме, выстроенном фараоном XXV (нубийской) династии Тахаркой в нубийской крепости Семна. Сейчас она находится в Музее изящных искусств Бостона (MFA 24.742). Высота этого фрагмента составляет 21,4 см. Эта часть статуи также не подписана никаким именем, но имеет на троне иероглифические знаки, «Властелин обеих земель» (егип. zemat-tawy). Этот царский символ относится только к фараонам[8].  Предположительно, эта статуя ниже пояса и утерянный бюст могли составлять единую скульптуру и принадлежать Нефрусебек.
- В парижском Лувре выставлен торс статуи царицы из кварцита (E 27135), происхождение которого неизвестно. Высота фрагмента составляет 48 см, а общий размер статуи мог достигать около 1,6 м, то есть в натуральный человеческий рост. Этот торс идентифицируется как принадлежащий статуе царицы Нефрусебек по картушу с её именем изображённом на пряжке её поясного ремня. Она изображена в платье с широкими лямками, характерном для XII династии. Снизу на ней надета мужская набедренная повязка (схенти), затянутая на талии этим поясом. Это отражает амбивалентность характеров этого персонажа — женщина, выполняющая функцию, ранее предназначенную только для мужчин. Кроме того, сохранились боковые и задние фалды немеса — головного платка фараона, что отражало его царский статус.
- В Метрополитен-музее в Нью-Йорке хранится бюст царицы из тёмно-зелёной граувакки в круглом парике с тугими кудрями, лоб украшен уреем и одет в церемониальные одежды, связанные с коронацией и особенно юбилеем хеб-сед. Отсутствие надписей не позволяет обосновать, что это действительно Нефрусебек.
- В Гезере (Ханаане) найдена статуя царевны по имени Нефрусебек. Однако, это не обязательно изображение царицы Нефрусебек, поскольку, например, дочь Сенусерта I также носила это имя.
- На месте древнего Хатана-Кантира (недалеко от Авариса) найдены три базальтовые безголовые статуи, изображавшие её почти в натуральную величину в одежде царицы. Они отмечены надписями и показывают царицу в позе, характерной для царских изображений. Одна статуя показывает её коленопреклонённой, совершающей возлияние из шаровидных сосудов для богов. Этот царственный жест широко известен ещё с времён фараонов VI династии. Другая статуя изображает её попирающей ногами Девять луков (образ внешних врагов Египта), что символизирует политическую власть. Такое изображение встречается со времён правления фараона Джосера из III династии.
- В «Лабиринте» Аменемхета III найден ряд безголовых статуй с царским титулом «Властелин обеих земель» (егип. zemat-tawy), который приписывают именно этой царице[9].

## Пирамида

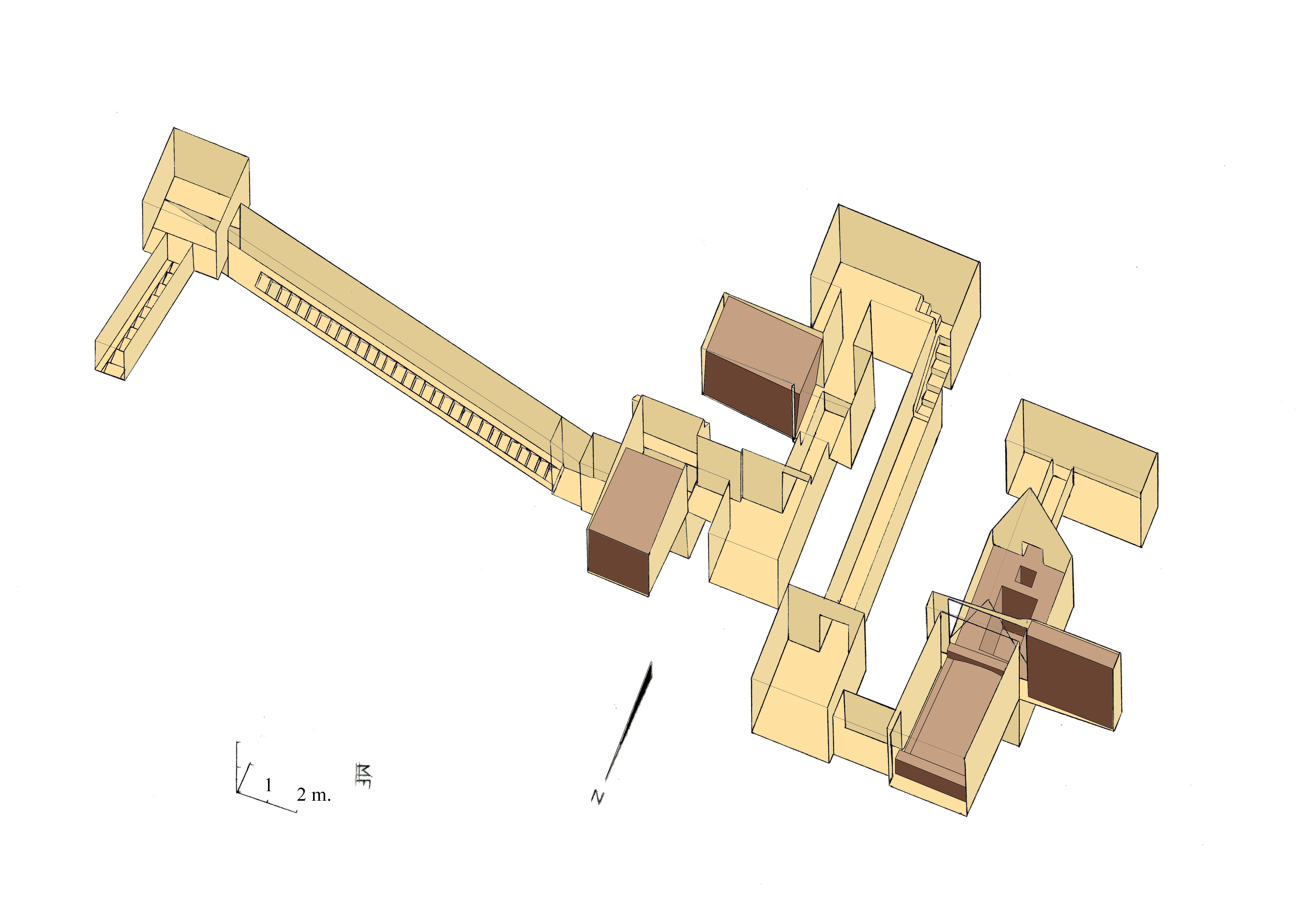
План внутренних помещений северной пирамиды в Мазгуне, приписываемой Нефрусебек. Тёмно-коричневым показаны запирающие блоки, саркофаг и крышка от него — всё из твёрдого кварцита

Царице Нефрусебек приписывается северная из двух пирамид в Мазгуне, хотя надписей подтверждающих это обнаружить не удалось. От пирамиды сохранилась только подземная система помещений, строительство самой пирамиды, похоже, так и не было начато. Поэтому не удалось определить точные значения планируемой длины и высоты пирамиды. Можно было лишь констатировать, что пирамида должна быть больше, чем её южная соседка, приписываемая Аменемхету IV и имеющая длину стороны 52,5 метра.
Система внутренних помещений похожа на систему южной пирамиды, но гораздо более сложна и извилиста; она меняет направление шесть раз. Вход расположен с северной стороны. Оттуда лестница ведёт вниз в квадратную камеру, после чего путь изменяется под прямым углом и по другой лестнице, уходящей глубже под землю в западном направлении, можно добраться до первого камня блокирующего проход. Этот проход так и не был перекрыт и запирающий блок всё ещё находится в своей нише. По извилистой системе помещений и проходов, минуя второй запирающий блок меньшего размера, и, пройдя ещё по одной лестнице, изменяющей направление под прямым углом, можно добраться до погребальной камеры, с перевёрнутым V-образным потолком. Весь пол погребальной камеры представляет собой огромный саркофаг из кварца. В прихожей перед погребальной камерой покоится огромная крышка от саркофага весом в 42 тонны, также накрывающей весь пол помещения. Между прихожей и погребальной камерой находится ещё одна ниша с так и не выдвинутым запирающим блоком. Судя по тому, что все запирающие проходы блоки так и не были выдвинуты, а крышка от саркофага так не заняла своё место на нём, в этой пирамиде никто похоронен не был. Все блоки из кварца и саркофаг с крышкой были выкрашены красной краской, а местами также украшены вертикальными чёрными полосами. Функция большого помещения расположенного за погребальной камерой остаётся неизвестной.
От входящих в пирамидальный комплекс нижнего храма (храма долины), заупокойного храма (верхнего храма) и ограждающей стены не осталось никаких следов. Неизвестно начиналась ли вообще их постройка. Обнаружена лишь большая часть восходящей дороги. Посреди пути лежал ещё один блокирующий камень, вероятно, заброшенный из-за изменения конструкции пирамиды. Возможно, Нефрусебек начала строить пирамиду, но не успела её закончить.
В найденном в деревне Херага, недалеко от Эль-Лахуна, фрагменте папируса, относящегося к XIII династии, упоминается место Сехем-Нефрусебек, возможно, это и есть название её пирамиды.
| XII династия                 |                                                                            |                                 |
| Предшественник: Аменемхет IV | царица Египта ок. 1798—1794 до н. э. (правила 3 года, 10 месяцев и 24 дня) | Преемник:Себекхотеп II или Угаф |